# Guthega Ski Jump
Der Guthega Ski Jump ist eine abgerissene Skisprungschanze in Australien und die größte jemals gebaute des Landes.

## Geschichte
Der Guthega Ski Jump wurde 1951 von norwegischen Einwanderern erbaut, die den dortigen Skiclub gründeten und jedes Jahr ein internationales Springen ausrichteten. Anfangs wurden eine K40 und eine K20 gebaut. 1952 fand im August ein Wettkampf mit über 100 Teilnehmern und 1500 Zuschauern statt. 1953 wurde die Schanze zur K45 umgebaut und eine K10 errichtet. Im folgenden Springen stellte Syvert Ravnevand mit 50,5 Metern nicht den Schanzenrekord auf, sondern auch den weitesten Sprung in Australien und der südlichen Hemisphäre. Bei diesem Wettkampf sahen sogar 2500 Zuschauer zu.
Die Schanze ist mittlerweile abgerissen und lag in Guthega in der Region des Mount Kosciuszko.